# Pure (film)
Pour les articles homonymes, voir Pure (homonymie).
Pour plus de détails, voir Fiche technique et Distribution.
Pure  (Till det som är vackert) est un film suédois écrit et réalisé par Lisa Langseth et sorti en Suède le 22 octobre 2010. 
Le film est sorti en Belgique le 20 octobre 2010 au Festival du film de Flandre-Gand et en France le 28 septembre 2011. 

## Synopsis
Katarina (Alicia Vikander) a 20 ans et habite une sombre banlieue de Göteborg. Elle n’a pas terminé sa scolarité et redoute de finir comme sa mère. 
Un jour, elle tombe par hasard sur une vidéo YouTube avec une musique de Mozart et tombe immédiatement sous le charme de ce morceau. Elle parvient à se faire engager comme réceptionniste à la salle de concert de la ville. 
Adam (Samuel Fröler), le chef d’orchestre, la remarque et, bien que celui-ci soit marié, ils entament une relation. Au début, Katarina est au septième ciel, mais elle réalise bien vite qu’elle est non seulement en train de mettre en jeu son ancienne vie, mais aussi la nouvelle identité qu’elle s’est forgée de toutes pièces. 
Elle se retrouve alors emportée dans une spirale de mensonges et d’impostures…

## Fiche technique
Sauf indication contraire, les informations mentionnées dans cette section peuvent être confirmées par les bases de données cinématographiques  présentes dans la section « Liens externes ».
- Titre : Pure
- Titre original : Till det som är vackert
- Réalisateur : Lisa Langseth
- Scénario : Lisa Langseth
- Musique : Per-Erik Winberg
- Direction de la photographie : Simon Pramsten
- Montage : Malin Lindström
- Décors : Lena Selander
- Production : Helen Ahlsson, Jessica Ask, Gunnar Carlsson, Mikael Frisell, Christian Holm et Helena Sandermark
  - Production exécutive : Michael Hjorth
- Sociétés de production : Tre Vänner Produktion AB, Film i Väst AB et Sveriges Television AB
- Société de distribution : ASC Distribution (France)
- Pays de production :  Suède
- Langue originale  : suédois
- Format : couleur
- Genre : Drame
- Durée : 98 minutes
- Dates de sortie : 
  - Suède : 22 octobre 2010
  - France : 28 septembre 2011

## Distribution
Sauf indication contraire, les informations mentionnées dans cette section peuvent être confirmées par les bases de données cinématographiques  présentes dans la section « Liens externes ».
- Alicia Vikander : Katarina
- Samuel Fröler : Adam
- Martin Wallström : Mattias
- Josephine Bauer : Birgitta
- Helén Söderqvist Henriksson : la chef du personnel
- Kim Lantz : un concierge
- Frederik Nilsson : Henrik
- Elisabeth Göransson : Agneta
- Ylva Gallon : une infirmière
- Anna Åström : Cicci
- Magnus Lindberg : Nille

## Distinctions
Sauf indication contraire, les informations mentionnées dans cette section peuvent être confirmées par les bases de données cinématographiques  présentes dans la section « Liens externes ».

### Récompenses
- Guldbagge Awards 2011 :
  - Meilleure actrice pour Alicia Vikander
  - Meilleur scénario pour Lisa Langseth

### Nominations
- Guldbagge Awards 2011 : meilleure réalisatrice pour Lisa Langseth